# Brandon and Byshottles
Brandon and Byshottles – civil parish w Anglii, w hrabstwie Durham. Leży 6 km na zachód od miasta Durham i 376 km na północ od Londynu. W 2011 roku civil parish liczyła 18 509 mieszkańców.